# Färöerpony
Das Färöerpony (auch Fjallaross, färöisch: føroysk ross) ist eine Pferderasse, die nur auf den Färöern vorkommt. Sie unterscheidet sich vom Islandpony und vom Norweger.
Das Färöerpony ist ein etwas kleineres Pony als der Isländer, der sein nächster Verwandter ist. Beim Färöerpony gibt es einzelne Tiere, die fünf Gänge anbieten (Schritt, Trab, Galopp, Tölt, Pass).

## Beschreibung
Das Färöerpony hat ein Stockmaß zwischen 115 und 125 cm. Es gibt Braune, Schwarzbraune, Fuchs, Schecken und auch andere Farben. Die Rasse ist gut an das raue Klima, den harten Winter, den steinigen Boden und die karge Vegetation der Färöer angepasst. Es ist sehr genügsam und leichtfuttrig. Es darf auf keinen Fall überfüttert werden, beispielsweise auf eine fette Weide gestellt werden,.
Das Pony ist klein, leicht, robust, trittsicher und wendig. Es ist für die Offenstallhaltung und Weidehaltung auf mageren Weiden geeignet. Es hat einen gutmütigen, ruhigen und zuverlässigen Charakter. Trotz seiner geringen Größe ist es sehr kräftig gebaut und kann erwachsene Reiter tragen. Es wird vor allem im Freizeitreiten eingesetzt.

## Herkunft und frühere Verwendung
Seine Vorfahren wurden wahrscheinlich zusammen mit anderen Haustieren im 7. Jahrhundert von den irischen Mönchen und später während der Landnahme durch Wikinger ab dem 9. Jahrhundert auf die Färöer gebracht. Es hat sich gut an die raue färöische Natur angepasst, ist widerstandsfähig, genügsam und hart.
Um die Jahrhundertwende (vom 19. zum 20. Jh.) gab es auf den Inseln noch viele Ponys der ursprünglichen färöischen Rasse. Im Reisebericht der englischen Maria-Expedition von 1854 heißt es über einen Ritt von Hvalvík nach Vestmanna:

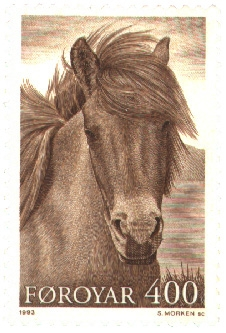
Färöerpony. Briefmarke von 1993

„Ungefähr zwei Stunden nach unserer Ankunft kam der Bauer herein und gab uns Bescheid, dass die Ponys bereit wären, die in der Zwischenzeit von den Bediensteten in den Bergen eingefangen wurden, wo sie hingelassen werden, um Auslauf zu haben und zu grasen, wenn sie nicht gerade gebraucht wurden. [...] Wir wanderten und ritten abwechselnd. Die extrem trittsicheren Ponys kraxelten Stellen rauf und runter, wo selbst ihre walisischen Artgenossen verunsichert gewesen wären.“
Im selben Bericht von 1854 steht:
„Zwei Ladungen der Letztgenannten [Ponys] gehen jedes Jahr von Suderöe zu den Shetlandinseln. Es sind kräftige abgehärtete kleine Tiere, etwa zwölfeinhalb Hand hoch. Die Einheimischen benutzen sie nur zum Reiten und zum Lastentransport in Körben, die an ihrem Rücken befestigt werden, aber niemals als Zugtiere.“
Vor dem Zweiten Weltkrieg wurden viele Ponys als Packtiere für britische Kohlenbergwerke nach Großbritannien exportiert, wo sie wie die Shetlandponys als Grubenponys eingesetzt wurden. Während das Färöerpony exportiert wurde, wurden andere Ponys aus Island und Norwegen importiert.
Das Färöerpony wurde immer weiter gekreuzt und seine charakteristischen Merkmale verschwanden allmählich.

## Zucht
In den 1960ern gab es nur noch fünf reinblütige Ponys, einen Hengst und vier Stuten, auf den Färöern. 1978 wurden Blutproben von den 13 Nachkommen dieser vier Ponys genommen. Die Untersuchung der Blutproben legte nahe, dass das Färöerpony eine eigene Rasse ist.
Der Zuchtverband Felagið Føroysk Ross gründete sich 1978 und führt seitdem das Stutbuch der Rasse. Er führt eine DNA-Datenbank mit Tiefgefriersperma, führt ein Zuchtprogramm zur Vermeidung von Inzucht und nimmt von allen eingetragenen Ponys Blutproben, um die Reinblütigkeit sicherzustellen. DNA-Analyse von 2003 bestätigten die Ergebnisse von 1978 und deuten auf eine nahe Verwandtschaft zum Isländer hin. Seit 2018 gibt es ein Online-Datenbank namens Føroya Fongur, die einen Zugriff auf das Zuchtbuch und Stammbäume erlaubt. Der Verband hilft beim Verkauf der Ponys.
Bis zum Jahr 2007 war die Anzahl der Färöerponys auf 45 gestiegen. Im Mai 2016 kam das 73. Tier auf die Welt. 2018 gab es 81 Färöer-Ponys. Im Jahr 2023 gab es jedoch immer noch nur rund 89 Färöerponys, davon 25 fruchtbare Stuten und es kamen drei Fohlen zur Welt, so dass die Rasse ernsthaft vom Aussterben bedroht ist, da sie sich nun schon seit über 50 Jahren in einem genetischen Flaschenhals befindet. Die kleinste überlebensfähige Population liegt bei ungefähr 3000 Tieren. Da die Färöerinseln einem so großen Bestand keine Heimat bieten können, verlangt der Zuchtverband das Exportverbot für Färöerponys aufzuheben, da die gutmütige charakterstarken Ponys außerhalb der Färöer-Inseln wahrscheinlich Zuspruch finden könnten.
2023 entstand der Plan, aus Dänemark zehn Islandstuten auf die Inseln zu holen und einen Embryotransfer durchzuführen. Die Stuten sollten dann nach Dänemark zurückgebracht werden, wo sie reinrassige Färöerfohlen zur Welt bringen sollten. Diese Fohlen wäre dann die Basis eines Bestandes außerhalb der Inseln. Ein anonymer Spender soll sich bereit erklärt haben die Kosten für das Leihmutter-Programm zu übernehmen. Schlussendlich wurden 2024 acht dänische Islandstuten auf die Färöer gebracht und Embryonen transferiert. Vier Stuten wurden trächtig und nach Dänemark zurückgebracht. Die Fohlen werden 2025 in der Hoffnung erwartet, dass möglichst viele Stutfohlen fallen.

## Bilder

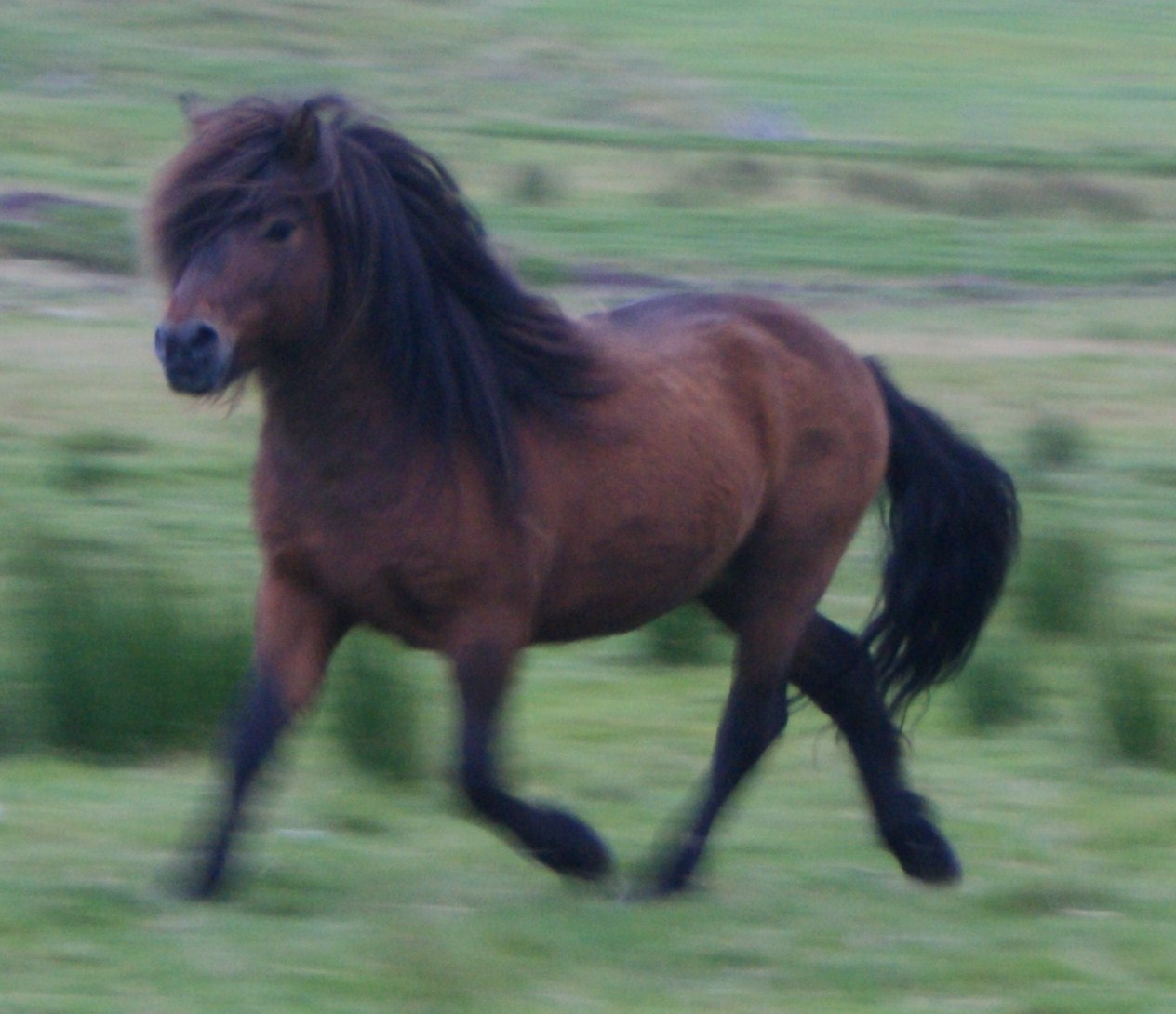
Ein Hengst in Bewegung
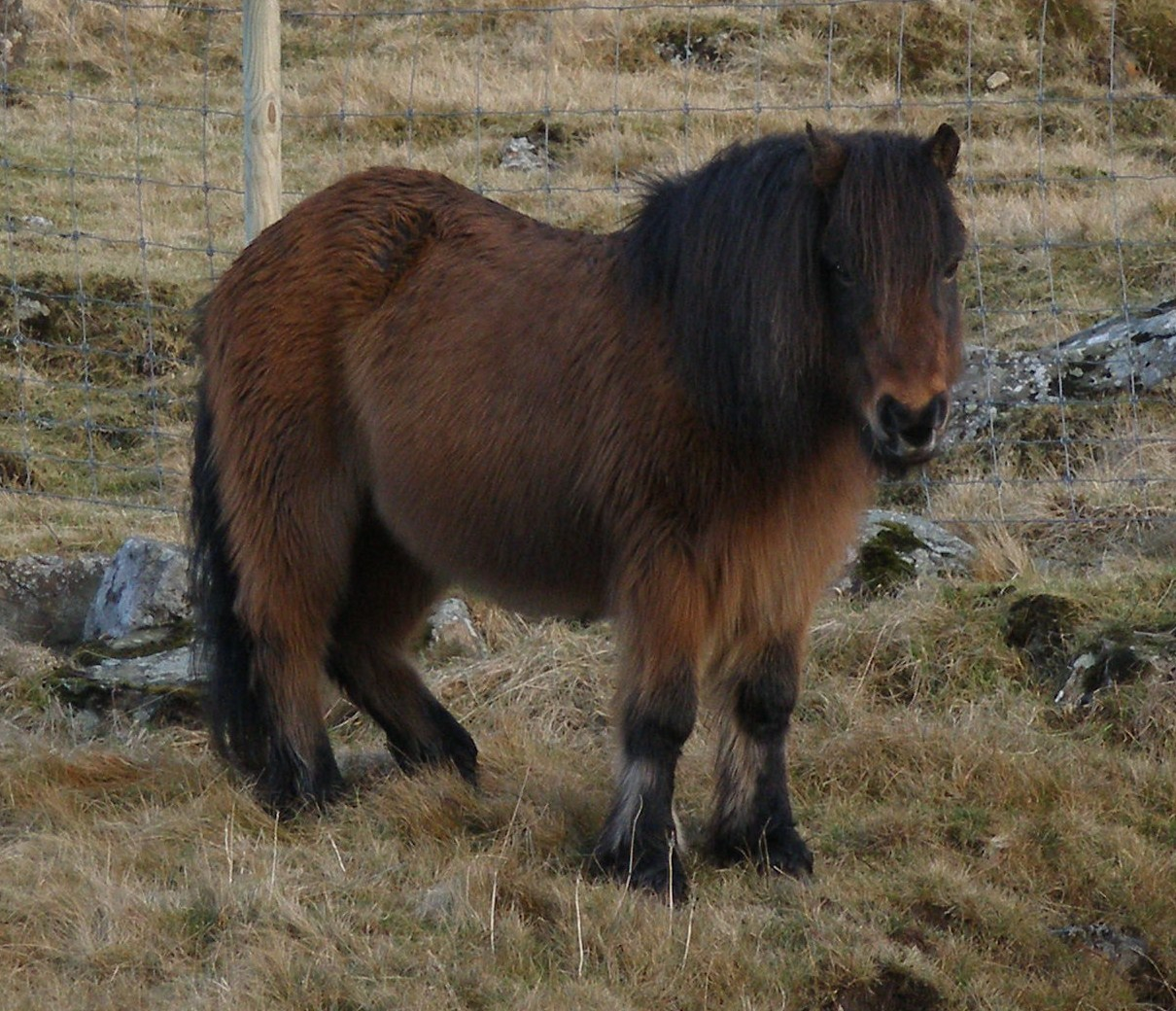
Ein Hengst im Winterfell
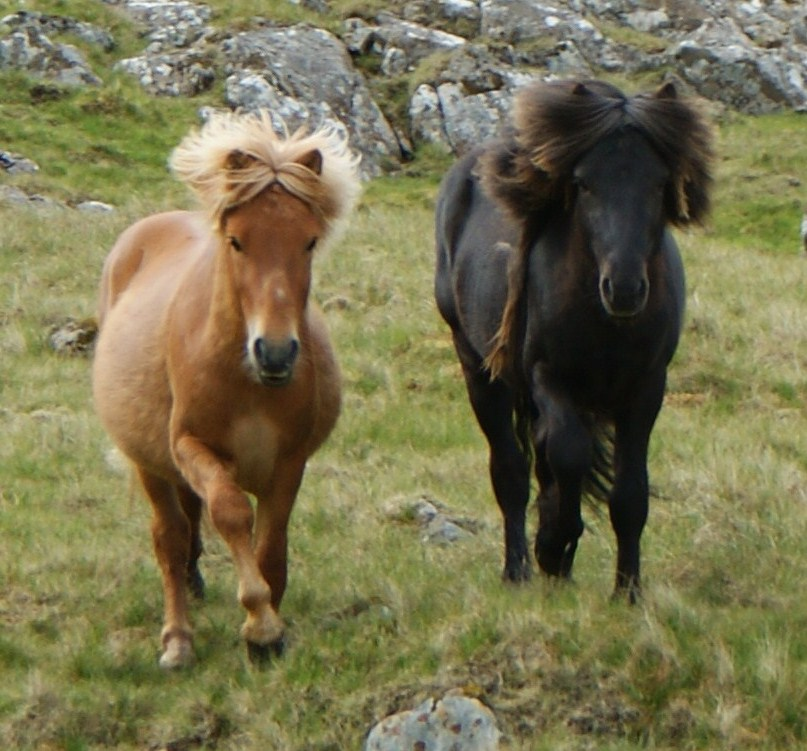
Zwei Hengste
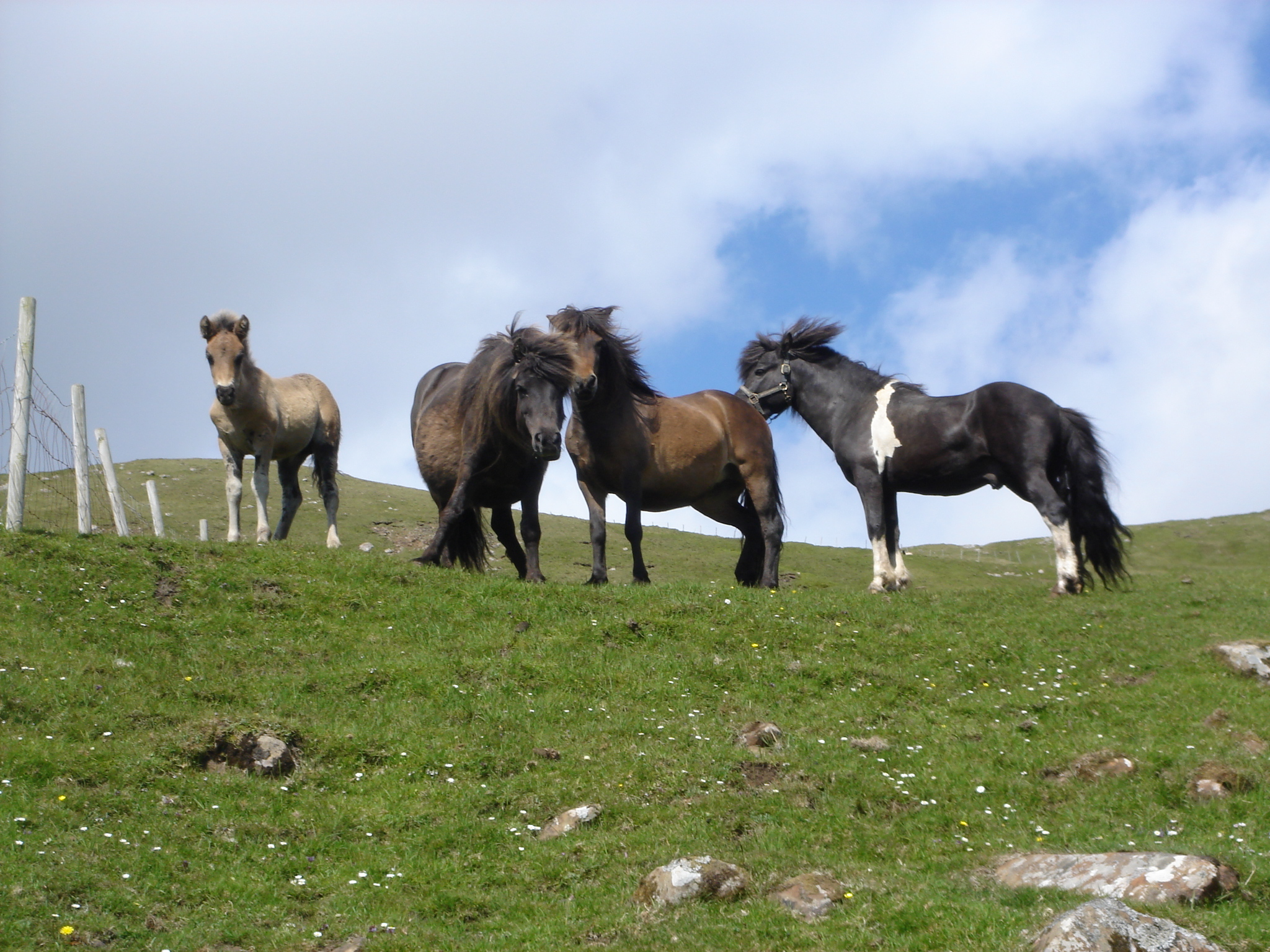
Färöerponys im Sommer
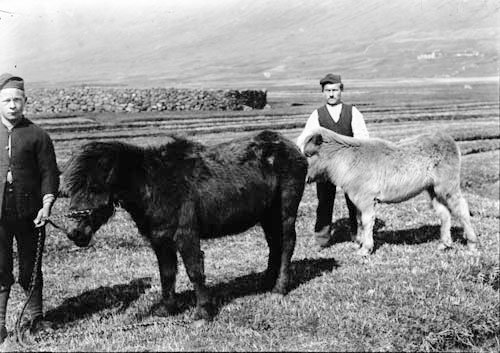
Färöerponys um 1899